# Консенсус
Консе́нсус (лат. consensus — «согласие, сочувствие, единодушие») — способ разрешения конфликтов при принятии решений, если отсутствуют принципиальные возражения у большинства заинтересованных лиц; принятие решения на основе общего согласия без проведения голосования, если против него никто не выступает, либо при исключении мнения немногих несогласных участников.
Термин «консенсус» обозначает как процесс принятия решения, так и само решение, принятое таким способом. Таким образом, решение-консенсус неотрывно связано с самим процессом. Способ консенсуса, не похожий на другие способы принятия решений (например, голосование, основанное на мнении большинства), используют во многих человеческих сообществах.
В широком смысле слова — общее согласие по основным вопросам при отсутствии возражений по существенным вопросам, к которому приходят участники конференции, заседания, переговоров или какой-либо иной группы людей. Однако консенсус — это не синоним единогласия; путаница между этими терминами привела к возникновению ложных представлений о консенсусе у многих людей. Поиск консенсуса предполагает наличие правил принятия решений, позволяющих принять окончательное решение. Единогласие иногда может использоваться в качестве такого правила, в таком случае решение будет считаться принятым, если с ним согласится каждый. В большинстве же случаев используются другие правила принятия решений, например через голосование, утверждение решения ответственным лицом или управляющим комитетом.
Методом консенсуса принимают решения представители некоторых религиозных направлений (например, квакеры), органы экономической политики (в том числе Социально-экономический совет Нидерландов c его прославившимся принципом «модель польдера», а также исторический Ганзейский союз), анархистские организации (наподобие «Еда вместо бомб» и различных «инфошопов» — заведений с информацией об анархии), разнообразные негосударственные организации и даже целые народы (ирокезы). В некоторых демократических странах к голосованию прибегают только как к крайней мере, а консенсус является предпочтительным способом принятия решений.
Консенсус применяют также как средство обеспечения единства позиций государств до проведения голосования по обсуждаемым вопросам, которое в этом случае отсрочивают на время согласования.
Слово употребляют в общем значении, а также как термины (политический и юридический).

## Терминология
Слово «консенсус» происходит от латинских слов cum — «с; совместно» и sentire — «мыслить; чувствовать».
Как метод принятия решений, консенсус стремится быть:
- Включающим. В принятии решения методом консенсуса должно участвовать как можно больше участников совместного дела.
- Общим. Консенсус требует активного участия всех, принимающих решение.
- Совместным. Участники эффективного процесса принятия решения консенсусом должны стараться прийти к самому лучшему из возможных решений для группы и всех её членов, а не отстаивать мнение большинства, которое часто бывает в ущерб меньшинству.
- Равноправным. Все участники группы, принимающие решение методом консенсуса, должны стараться, насколько это возможно, сделать одинаковый вклад в процесс. Все участники имеют одинаковую возможность внести предложение, дополнить его, наложить на него вето или блокировать.
- Стремящимся к решению. Участники эффективного процесса принятия решения консенсусом стремятся к приемлемому для всех эффективному решению, используют компромисс и другие методы для избежания или разрешения проблемы взаимоисключающих точек зрения внутри сообщества.

## Консенсус как альтернатива голосованию
Сторонники принятия решений методом консенсуса выделяют следующие недостатки метода голосования:
Голосование направлено скорее на соперничество, чем на сотрудничество, принятие решения основано на дихотомии выигравшие/проигравшие, без учёта возможности компромисса или другого решения. К тому же критерий большинства часто представляется неполномочным и отчуждённым, вынуждающим меньшинство подчиниться. Сторонники консенсуса утверждают, что такая «тирания большинства» нарушает сплочённость сообщества, способствует расколу и снижает его эффективность.
И, наконец, приверженцы консенсуса утверждают, что решение, основанное на мнении большинства, уменьшает причастность каждого участника группы к принятому решению. Оказавшиеся в меньшинстве в меньшей степени ощущают свои обязательства в соответствии с решением, принятым большинством, и даже голосовавшие вместе с большинством могут ощущать меньшую ответственность за ультимативное решение. По мнению сторонников консенсуса, результатом такой «редуцированной причастности» становится меньшая готовность защищать решение и действовать в соответствии с ним. Для любого сообщества консенсус может быть определён как вариант решения, наиболее приемлемый для всех, решение, максимально удовлетворяющее максимальное число предпочтений.
В интернет-голосованиях обычные пользователи не могут проверить, реальны ли поданные голоса или «накручены» каким-либо образом. Поиск консенсуса подделать невозможно: все обсуждающие на виду и доверие к выработанному согласию намного выше, чем к интернет-голосованию, по сути анонимному.

## Принятие решения методом консенсуса
Так как процесс принятия решения методом консенсуса не так формализирован, как другие (например, Правила регламента Роберта), практические моменты применения этого способа различаются в разных группах. Тем не менее имеет место основная схема, общая для всех случаев.
После того как сформулирована повестка дня и отдельно оговорены общие правила ведения собрания, каждый пункт повестки ставится в очередь. Как правило, принятие каждого решения с момента оглашения повестки идёт по следующей несложной схеме:
- Обсуждение пункта. Вопрос обсуждается с целью выяснить все мнения и получить информацию по данной теме. Во время этого обсуждения часто выявляются основные настроения группы и потенциальные предложения.
- Формулирование предложения. Исходя из обсуждения, выносится предложение решения вопроса.
- Призыв к консенсусу. Фасилитатор группы призывает к консенсусу по предложению. Каждый член группы должен чётко обозначить своё согласие с предложением (например, поднятием руки или цветной карточки), чтобы избежать ситуации, в которой молчание или бездействие будут расценены как согласие.
- Исследование отношений к предложению. Если консенсус не достигнут, каждый несогласный с выдвигавшимся предложением высказывает своё отношение к этому предложению, начиная, таким образом, следующую часть обсуждения, чтобы передать свои сомнения другим или развеять их.
- Изменение предложения. Предложение корректируется, перефразируется или дополняется, исходя из отношения к нему принимающих решение. Далее группа снова возвращается к призыву к консенсусу, и цикл повторяется — до тех пор, пока удовлетворяющее всех решение не будет найдено.

## Распределение функций при принятии решения консенсусом
Для повышения эффективности процесса принятия решения методом консенсуса, удобно ввести ряд функций. И, хотя эти функции слегка различаются в разных группах, обычно это функции посредника (фасилитатора), хронометриста (следящего за временем), эмпата и секретаря (делающего пометки). Не во всех группах задействована каждая из этих ролей, хотя фасилитатор присутствует почти всегда. Некоторые группы используют дополнительные функции (например, «адвоката дьявола»). В определённых группах эти функции выполняются разными членами поочерёдно, для того чтобы дать участникам возможность приобрести новый опыт и навыки и предотвратить централизацию.
Обычные функции при принятии решения консенсусом:
- Посредник (англ. facilitator — «посредник»). Функция фасилитатора состоит в том, чтобы облегчить процесс принятия решения консенсусом. Посредник следит за переходом от вопроса к вопросу повестки в соответствии с отведённым временем, за выполнением принципа совместного принятия решений, а также, при необходимости, предлагает отдельные или дополнительные дискуссии или техники принятия решений (уход на второй круг, разрыв группы на части, ролевая игра). Некоторые группы используют двух сопосредников. Такое совместное фасилитаторство часто вводят для того, чтобы избежать централизации и создать систему, дающую посреднику возможность переложить свои функции, в случае если он начинает принимать участие в обсуждении с личных позиций.
- Хронометрист (англ. timekeeper, «тайм-кипер»). Задача следящего за временем — сделать так, чтобы собрание не выбивалось из графика и обсуждение вопросов повестки укладывалось в определённое время. Для этого хороший хронометрист использует различные техники: периодически напоминает о времени и соответствующих ограничениях, а также следит, чтобы отдельные говорящие не отнимали чрезмерно много времени.
- Эмпат (англ. vibe watch). Следящий за атмосферой отвечает за мониторинг «эмоционального климата» собрания, следит за языком тела и другими невербальными сигналами участников. Эмпат должен предотвращать возможные конфликты, разряжая обстановку и поддерживая ненапряжённую атмосферу, а также препятствовать таким деструктивным явлениям, как сексистские или расистские настроения среди участников.
- Секретарь (англ. note taker — «делающий пометки»). Функция секретаря — фиксировать решения, основные моменты дискуссий. В отличие от иных способов принятия решения, для достижения консенсуса крайне важно отмечать несходные мнения.

## Если консенсус не единогласен, кто должен уступить?
При здоровом процессе принятия решения консенсусом обычно поощряются различия во взглядах, а разногласия устраняются заблаговременно, что максимально увеличивает возможность учёта мнений каждого меньшинства. Например, известно, что в Ватикане существовала функция «укрепителя веры», или «адвоката дьявола», выполняемая отдельным священником, часто использовавшаяся при принятии решения о канонизации.
Так как единогласия бывает трудно достичь, особенно в больших группах, или же оно может быть результатом принуждения, страха, давления или уговоров, неспособности учесть альтернативные мнения или же просто нетерпения к дебатам, то группы, принимающие решение консенсусом, могут использовать альтернативные модели консенсуса:
- Единогласно минус один (Е−1) — все участники кроме одного поддерживают решение. Несогласный не может блокировать решение, но может затягивать дебаты (например, посредством филибастера). Несогласный может быть постоянным наблюдателем исполнения решения, и его мнением о последствиях решения можно интересоваться в дальнейшем. Например, такие «одинокие несогласные» особенно важны при заключении пари. Будучи единственными против большинства, они сильно выигрывают, когда их предположение сбывается. Что, опять же, служит уроком большинству.
- Единогласно минус два (Е−2) не позволяет двум индивидуумам блокировать решение, но в таком случае разрешить противоречие удаётся быстрее. Несогласная пара может представить на рассмотрение своё альтернативное мнение о том, чем плохо решение. Паре даётся возможность найти общий базис и склонить на свою сторону третьего участника, чтобы блокировать решение. Если в течение установленного времени третий к ним не присоединяется, их аргументация рассматривается как неубедительная.
- Единогласно минус три (Е−3) и подобные системы учитывают способность четырёх и более участников активно блокировать решение. Е−3 и единогласие меньшего числа обычно рассматриваются наряду со статистическими степенями согласия, такими как 80 %, две трети или просто большинство. Эти степени неуместны применительно к консенсусу.
- Приблизительный консенсус. При приблизительном консенсусе не определяется «сколько будет достаточно». Скорее, вопрос консенсуса решает председатель (пример — рабочие группы IETF➤). В этом случае небольшому числу несогласных сложнее блокировать решение, и значительную ответственность возлагают на председателя, что может привести к разногласиям относительно того, был ли грубый консенсус определён верно.

## Когда консенсус не может быть достигнут
Несмотря на то, что в идеале при принятии решения консенсусом мнения и замечания должны распознаваться и учитываться как можно раньше, на практике во вносимом предложении не всегда учитываются все пожелания. Когда призыв к консенсусу объявлен, у несогласного есть три пути:
- Высказать замечания. Члены группы, желающие, чтобы предложение прошло, но считающие нужным обозначить своё отношение для группы, могут выбрать «замечание». Если замечание существенно, то предложение может быть изменено.
- Воздержаться. Воздержаться может член группы, имеющий серьёзные личные претензии к предложению, но тем не менее желающим, чтобы оно прошло. Хотя воздержавшийся и не препятствует принятию предложения, это часто расценивается как голос «против» и к такому участнику, как правило, обращаются с вопросом о том, что можно было бы изменить в предложенном решении. Также воздерживаются участники, не способные верно понять суть предложения или поучаствовать в нём.
- Блокировать. Блокировать предложение может любой участник. Как правило, для того, чтобы полностью блокировать предложение, достаточно одного человека (исключения см. в пред. разделе➤). «Блок» рассматривается как мера для крайнего случая, когда участник считает, что данное решение подвергает опасности коллектив или его членов либо идёт вразрез с миссией коллектива. «Блок» — это принципиальное несогласие. В определённых моделях принятия решения консенсусом участник, блокирующий предложение, обязуется разработать решение, которое удовлетворит всех, совместно со сторонниками предлагавшегося.

## Критика
Отмечается, что опыт принятия решений консенсусом — удобный для небольших групп, участники которых имеют мотивацию и достаточно близки между собой — имеет ряд недостатков, в токм числе:
- Сохранение статус-кво. Способность отдельных лиц и меньшинств блокировать решение создаёт удобные условия для всех, кто не хочет менять существующее положение вещей. Таким образом определённая ситуация может сохраняться в группе очень долго — даже после того, как большинство она уже не устраивает.
- Уязвимость для разногласий. Право блокировать решение может сделать группу заложником упрямого меньшинства или индивидуума. Более того, противостояние такому обструкционному поведению может быть истолковано как нападка на свободу слова и может заставить отдельного несогласного ещё более упрямо отстаивать свою позицию. В результате принятое консенсусом решение будет удовлетворять меньшую часть группы и ущемлять интересы большей её части.
- Парадокс Абилина. Метод консенсуса чувствителен ко всем формам группового мышления, наиболее драматичная из которых — парадокс Абилина. В соответствии с ним группа может принять решение, которого не хочет никто из членов группы. С другой стороны, при условии, что участники группы на самом деле желают спросить и выслушать мнения и замечания друг друга, возможность возникновения парадокса Абилина будет сведена к минимуму.
- Временны́е затраты. Так как метод консенсуса требует дискуссий и вклада каждого, процесс может потребовать больших временны́х затрат. Это будет значительным препятствием в ситуации, когда решение должно быть принято быстро или обсудить мнения всех участников группы за приемлемый период времени невозможно. К тому же это может стать препятствием для участников, не имеющих возможности или не желающих тратить время, необходимое для принятия решения консенсусом.

Консенсус является формой согласия между людьми, то есть разновидностью внутриобщественного взаимодействия, и поэтому не защищает от ошибок, поскольку кроме согласия между самими участниками в процессе поиска консенсуса необходимо согласование мнений и точек зрения самих участников с окружающим миром и его законами.

## Исторические примеры принятия решения консенсусом
Старейший пример группы, принимающей решения консенсусом, — племя ирокезов, для которого этот способ является традиционным. Другой подобный пример среди туземцев — бушмены, нередко игнорируемые евроцентрической историографией. И, хотя современная история рассматривает начало популяризации метода консенсуса с распространением феминистских и антиядерных движений 1970-х годов, истоки метода консенсуса можно найти намного раньше.
Наиболее заметный исторический пример европейского сообщества, практикующего метод консенсуса, — Религиозное общество Друзей (квакеры), начавшее использовать метод консенсуса ещё в XVII веке. Также к методу консенсуса обращались анабаптисты.

## Модели принятия решений методом консенсуса

### Модель квакеров

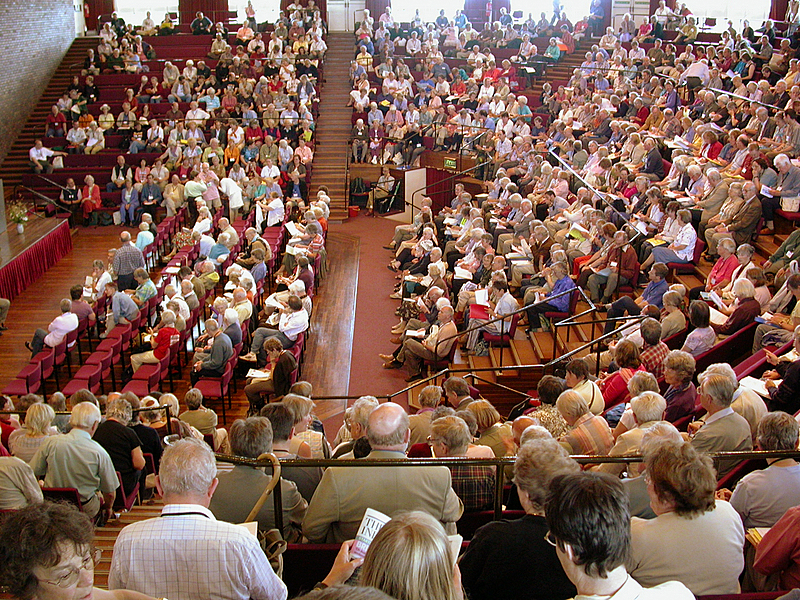
Деловое собрание квакеров в Йоркском университете (Великобритания)

Модель, используемая квакерами, достаточно эффективна, проста и проверена временем. Являясь общепризнанной, она предоставляет каждому возможность высказаться и ограничивает нарушителей (например, тех, кто пытается говорить неограниченное время).
Следующие аспекты модели квакеров могут быть успешно применены при любом принятии решения консенсусом:
- Все участники группы делятся мнениями и информацией до тех пор, пока не возникнет единодушия.
- Во время дискуссии участники выслушивают друг друга и делятся информацией.
- Количество раз, которое каждый участник может взять слово, ограничено. Таким образом обеспечивается возможность каждому быть услышанным.
- Идеи и решения являются идеями и решениями группы, а не чьими-то персональными.
- Расхождения решают в ходе дискуссий. Фасилитатор обозначает те области, в которых все согласны, и те, в которых есть расхождения для продуктивности дискуссии.
- Фасилитатор делает дискуссию продуктивной, спрашивая, есть ли другие мнения, и предлагает «черновик» решения.
- Вся группа ответственна за решение, и решение принадлежит всей группе.
- Фасилитатор стремится распознать наличие несогласного с решением, но безразличного и действующего исходя из собственных интересов.

Ключевым моментом квакерской модели консенсуса является вера в человечность каждого и способность принимать совместные решения. То, что участник не может говорить второй раз, пока не высказались все остальные, способствует разнообразию идей. Фасилитатора рассматривают как обслуживающего интересы группы, а не как «главного». Сформулировав решение, участники могут ещё раз утвердиться в своём отношении к нему и скорее поддержат это решение, если их мнения в нём учтены.

### Модель приблизительного консенсуса IETF
Инженерный совет Интернета (IETF) принимает решения методом «приблизительного консенсуса». Совет намеренно воздерживается от определения метода проверки такого консенсуса, так как это может привести к попыткам обойти систему. Вместо этого рабочая группа стремится к созданию «чувства единого коллектива».
Большинство вопросов IETF решают через интернет-рассылки, где все участники имеют постоянную возможность делиться своими мнениями.

## Инструменты

### Цветные карточки
Некоторые группы используют систему цветных карточек, чтобы ускорить и упростить процесс принятия решения консенсусом. Обычно каждому участнику выдаётся набор из трёх карточек: красной, жёлтой и зелёной. Карточки можно поднимать в процессе — как при ведении дискуссии, так и во время призыва к консенсусу для обозначения своего мнения. Значение карточек зависит от того, на какой стадии процесса они используются.
- Красная. Во время дискуссии красная карточка используется для замечания по поводу самого процесса, указания на нарушение правил процедуры. Уход от темы, выход говорящего за рамки отведённого времени и другие нарушения — повод для поднятия красной карточки. Поднятая во время призыва к консенсусу, красная карточка обозначает оппозицию участника относительно данного предложения (обычно участник или участники, поднявшие красную карточку, автоматически обязуются разработать решение, которое удовлетворит всех, совместно с остальными членами группы).
- Жёлтая. Во время дискуссии поднятие жёлтой карточки обозначает желание участника сделать дополнение или ответить на заданный вопрос. Во время призыва к консенсусу жёлтая карточка показывает, что участник воздерживается или у него есть замечания.
- Зелёная. Во время дискуссии участник может использовать зелёную карточку для того, чтобы быть добавленным в список высказывающихся. Во время призыва к консенсусу зелёная карточка обозначает согласие.

Некоторые группы используют другую цветовую систему с дополнительными цветами, например оранжевым для обозначения неблокирующего наличия замечаний более существенных, не позволяющих просто воздержаться (поднять жёлтую карточку).

### Сигналы рукой
Сигнал рукой используется для невербального обозначения мнений участников. В разных группах значения жестов могут различаться, но существует основной набор ручных сигналов, в который входят:
- движения пальцами обеих рук для обозначения согласия;
- поднятие кулака или скрещение обеих рук с кулаками — блокирование, принципиальное несогласие;
- «Т»-образно сложенные кисти рук — срочное замечание, касающееся самой процедуры или порядка.

Также распространён следующий набор сигналов:
- кулак — блокирование,
- один палец — предложение изменения,
- два пальца — обсуждение незначительного вопроса,
- три пальца — предложение пропустить вопрос без дальнейшего обсуждения,
- четыре пальца — одобрение идеи решения,
- пять пальцев — желание взять на себя исполнение решения.